# Zdravko Kuzmanović
Zdravko Kuzmanović (Thun, Svájc, 1987. szeptember 22. –)  szerb válogatott labdarúgó.

## Pályafutása

### A kezdetek
Bosnyák-szerb származású, de már Svájcban született. Édesapja és nagyapja is játszott, alacsonyabb szinten.

### Klubcsapatokban
Profi pályafutását 2005-ben kezdte az FC Basel csapatánál. 2007-ben Olaszországba, a Fiorentinába igazolt. 2009-ben ismét klubot és országot váltott, a német VfB Stuttgart játékosa lett. 2013-tól ismét Olaszországban játszik, az FC Internazionale Milano játékosa.

### Válogatottban
2007 óta tagja a szerb labdarúgó-válogatottnak. Részt vett a 2010-es labdarúgó-világbajnokságon is.